# Henning Berg
Henning Stille Berg (Eidsvoll, 1º settembre 1969) è un allenatore di calcio ed ex calciatore norvegese, di ruolo difensore, tecnico dell'AEK Larnaca.

## Carriera

### Giocatore

#### Club
Dopo aver giocato con Vålerenga e Lillestrøm nel campionato norvegese, nel gennaio 1993 Berg è stato acquistato dal Blackburn per 400.000 sterline. Presto è diventato il terzino destro titolare tanto da avere, l'anno successivo, un ruolo fondamentale nello storico trionfo della Premier League 1994-1995. In biancoblu è rimasto per quattro stagioni e mezzo.
Le sue prestazioni e la sua versatilità (poteva essere infatti utilizzato anche da difensore centrale) hanno spinto la dirigenza del Manchester United ad acquistarlo nell'estate 1997 in cambio di 5 milioni di sterline, cifra che all'epoca lo ha reso il difensore più costoso di sempre per un club britannico. Nel corso della stagione 1997-1998 è stato schierato con regolarità nell'undici titolare di Alex Ferguson. L'anno successivo, con l'arrivo di Jaap Stam, il suo utilizzo è diminuito parzialmente, ma ha comunque contribuito alla conquista del treble, con le vittorie della Premier League 1998-1999, della FA Cup 1998-1999 e della UEFA Champions League 1998-1999 (pur dovendo saltare per infortunio le finali di queste ultime due competizioni, ma venendo comunque premiato). Proprio in quell'edizione della Champions League, si è reso protagonista di un'ottima prestazione nel quarto di finale di ritorno contro l'Inter. Nel 1999-2000 Berg ha riguadagnato il proprio posto, anche grazie all'infortunio occorso a Ronny Johnsen.
Berg è tornato al Blackburn nel settembre 2000, inizialmente solo in prestito per tre mesi, salvo poi essere acquistato a titolo definitivo. La squadra, che nel frattempo militava in seconda serie, a fine anno ha riconquistato la Premier League. Il 24 febbraio 2002 Berg ha sollevato da capitano la Coppa di Lega 2001-2002, dopo la vittoria per 2-1 nella finale di Cardiff contro il Tottenham Hotspur.
La sua ultima stagione da calciatore l'ha trascorsa con gli scozzesi dei Rangers nel 2003-2004.

#### Nazionale
A livello internazionale vestì la maglia della Norvegia dal 1992 al 2004, partecipando sia ai Mondiali di calcio del 1994 che del 1998, oltre che al campionato d'Europa 2000.
Con 100 partite giocate è il terzo giocatore con il maggior numero di presenze della nazionale norvegese.

### Allenatore
Il 22 aprile 2005, all'età di 35 anni, Berg è stato nominato capo allenatore del Lyn Oslo, squadra che a fine anno ha poi centrato il terzo posto in Eliteserien e la conseguente qualificazione alla Coppa UEFA. La sua permanenza sulla panchina della formazione biancorossoblu è durata quasi quattro stagioni.
Sebbene il suo approdo alla guida del Lillestrøm sarebbe dovuto originariamente avvenire solo a partire dall'annata 2009, esso è in realtà si è realizzato anticipatamente il 21 ottobre 2008, a due giornate dalla fine della Eliteserien 2008, nel tentativo di raggiungere una salvezza poi centrata. I gialloneri hanno ottenuto la salvezza anche nei campionati a seguire. Criticato per mancanza di risultati e per il suo modo di allenare, è stato sollevato dall'incarico il 27 ottobre 2011.
Il 31 ottobre 2012 è stato presentato come nuovo allenatore del Blackburn, suo vecchio club, con un contratto triennale. 57 giorni più tardi, il 27 dicembre 2012, è stato esonerato per aver conseguito solo una vittoria in dieci partite.
Il 19 dicembre 2013 ha sostituito Jan Urban sulla panchina dei polacchi del Legia Varsavia, a cui si è legato con un contratto valido per due anni e mezzo a partire dal successivo 1º gennaio. A fine campionato, il club si è laureato campione di Polonia con la vittoria dell'Ekstraklasa 2013-2014. L'anno seguente, invece, i varsaviani hanno chiuso la prima fase al primo posto salvo poi chiudere il girone per il titolo al secondo posto dietro al Lech Poznań. La sua parentesi polacca è terminata il 5 ottobre 2015.
Il 5 maggio 2016 è stato annunciato dagli ungheresi del Videoton. Dopo una stagione in cui i rossoblu hanno lottato per il titolo fino all'ultima giornata, le strade tra Berg e il club si sono divise a fine campionato.
Il 6 giugno 2019 è diventato il nuovo tecnico dei ciprioti dell'Omonia Nicosia. La sua prima annata sulla panchina biancoverde è stata cancellata dalla locale Federcalcio a causa della pandemia di COVID-19, tuttavia il primo posto in classifica al momento della sospensione ha permesso alla squadra di qualificarsi per la successiva Champions League a dieci anni dall'ultima apparizione. Nel 2020-2021, Berg ha guidato l'Omonia alla conquista del titolo nazionale, il quale non veniva vinto dal club da undici anni. Oltre a ciò, l'Omonia ha raggiunto per la prima volta la fase a gironi dell'Europa League. Berg è stato esonerato nel febbraio 2022, con la squadra lontana dal bissare il titolo di campione di Cipro essendo provvisoriamente settima nella A' Katīgoria 2021-2022.
La carriera di Berg è comunque continuata a Cipro, con l'ingaggio da parte del Pafos FC avvenuto il 12 giugno 2022. Nonostante l'inizio di campionato con una striscia di imbattibilità di tredici giornate (di cui nove vittorie), la flessione della seconda parte di stagione ha portato al suo esonero nell'aprile 2023.
Il 2 luglio 2023 è stato scelto dal connazionale Thomas Berntsen, direttore sportivo dell'AIK, per sostituire l'esonerato Andreas Brännström alla guida del club svedese che in quel momento si trovava al terzultimo posto nell'Allsvenskan 2023 dopo tredici giornate. A fine anno ha ottenuto la salvezza. Ha poi cominciato il campionato di Allsvenskan 2024 con un bilancio di cinque vittorie, due pareggi e cinque sconfitte nelle prime dodici giornate fintanto che, il 14 giugno, durante la pausa estiva, la società ha comunicato le dimissioni di Berg dovute a una diversità di vedute con la dirigenza in merito allo sviluppo della squadra e dei giocatori.

## Statistiche

### Presenze e reti nei club
| Stagione                 | Club                     | Campionato               | Campionato | Campionato | Coppe nazionali | Coppe nazionali | Coppe nazionali | Coppe continentali | Coppe continentali | Coppe continentali | Supercoppe | Supercoppe | Supercoppe | Totale | Totale |
| Stagione                 | Club                     | Comp                     | Pres       | Reti       | Comp            | Pres            | Reti            | Comp               | Pres               | Reti               | Comp       | Pres       | Reti       | Pres   | Reti   |
| ------------------------ | ------------------------ | ------------------------ | ---------- | ---------- | --------------- | --------------- | --------------- | ------------------ | ------------------ | ------------------ | ---------- | ---------- | ---------- | ------ | ------ |
| 1987                     | KFUM Oslo                | 4D                       | ?          | ?          | CN              | ?               | ?               | -                  | -                  | -                  | -          | -          | -          | ?      | ?      |
| 1988                     | KFUM Oslo                | 4D                       | ?          | ?          | CN              | ?               | ?               | -                  | -                  | -                  | -          | -          | -          | ?      | ?      |
| Totale KFUM Oslo         | Totale KFUM Oslo         | Totale KFUM Oslo         | ?          | ?          |                 | ?               | ?               |                    | -                  | -                  |            | -          | -          | ?      | ?      |
| 1988                     | Vålerenga                | 1D                       | 2          | 0          | CN              | ?               | ?               | -                  | -                  | -                  | -          | -          | -          | 2+     | 0+     |
| 1989                     | Vålerenga                | 1D                       | 21         | 0          | CN              | ?               | ?               | -                  | -                  | -                  | -          | -          | -          | 21+    | 0+     |
| 1990                     | Vålerenga                | 1D                       | 22         | 0          | CN              | ?               | ?               | -                  | -                  | -                  | -          | -          | -          | 22+    | 0+     |
| 1991                     | Vålerenga                | ES                       | 22         | 2          | CN              | ?               | ?               | -                  | -                  | -                  | -          | -          | -          | 22+    | 2+     |
| Totale Vålerenga         | Totale Vålerenga         | Totale Vålerenga         | 67         | 2          |                 | ?               | ?               |                    | -                  | -                  |            | -          | -          | 67+    | 2+     |
| 1992                     | Lillestrøm               | ES                       | 20         | 1          | CN              | ?               | ?               | -                  | -                  | -                  | -          | -          | -          | 20+    | 1+     |
| 1992-1993                | Blackburn                | PL                       | 4          | 0          | FACup+CdL       | ?               | ?               | -                  | -                  | -                  | -          | -          | -          | 4+     | 0+     |
| 1993-1994                | Blackburn                | PL                       | 41         | 1          | FACup+CdL       | ?               | ?               | -                  | -                  | -                  | -          | -          | -          | 41+    | 1+     |
| 1994-1995                | Blackburn                | PL                       | 40         | 1          | FACup+CdL       | ?               | ?               | -                  | -                  | -                  | -          | -          | -          | 40+    | 1+     |
| 1995-1996                | Blackburn                | PL                       | 38         | 0          | FACup+CdL       | ?               | ?               | -                  | -                  | -                  | -          | -          | -          | 38+    | 0+     |
| 1996-1997                | Blackburn                | PL                       | 36         | 2          | FACup+CdL       | ?               | ?               | -                  | -                  | -                  | -          | -          | -          | 36+    | 2+     |
| 1997-1998                | Blackburn                | PL                       | 0          | 0          | FACup+CdL       | ?               | ?               | -                  | -                  | -                  | -          | -          | -          | 0+     | 0+     |
| 1997-1998                | Manchester United        | PL                       | 27         | 1          | FACup+CdL       | ?               | ?               | UCL                | ?                  | ?                  | CS         | -          | -          | 27+    | 1+     |
| 1998-1999                | Manchester United        | PL                       | 16         | 0          | FACup+CdL       | ?               | ?               | UCL                | 1+                 | ?                  | CS         | ?          | ?          | 16+    | 0+     |
| 1999-2000                | Manchester United        | PL                       | 22         | 1          | FACup+CdL       | ?               | ?               | UCL                | ?                  | ?                  | CS+SU+CInt | ?          | ?          | 22+    | 1+     |
| 2000-2001                | Manchester United        | PL                       | 1          | 0          | FACup+CdL       | ?               | ?               | UCL                | ?                  | ?                  | CS         | ?          | ?          | 1+     | 0+     |
| Totale Manchester United | Totale Manchester United | Totale Manchester United | 66         | 2          |                 | ?               | ?               |                    | -                  | -                  |            | -          | -          | 66+    | 2+     |
| 2000-2001                | Blackburn                | 1D                       | 41         | 1          | FACup+CdL       | ?               | ?               | -                  | -                  | -                  | -          | -          | -          | 41+    | 1+     |
| 2001-2002                | Blackburn                | PL                       | 34         | 1          | FACup+CdL       | ?               | ?               | -                  | -                  | -                  | -          | -          | -          | 34+    | 1+     |
| 2002-2003                | Blackburn                | PL                       | 16         | 1          | FACup+CdL       | ?               | ?               | -                  | -                  | -                  | -          | -          | -          | 16+    | 1+     |
| Totale Blackburn         | Totale Blackburn         | Totale Blackburn         | ?          | ?          |                 | ?               | ?               |                    | -                  | -                  |            | -          | -          | ?      | ?      |
| 2003-2004                | Rangers                  | PL                       | 20         | 0          | SC+CdL          | ?               | ?               | -                  | -                  | -                  | -          | -          | -          | 20+    | 0+     |
| Totale                   | Totale                   | Totale                   | ?          | ?          |                 | ?               | ?               |                    | -                  | -                  |            | -          | -          | ?      | ?      |

### Cronologia presenze e reti in nazionale
| Cronologia completa delle presenze e delle reti in nazionale ― Norvegia | Cronologia completa delle presenze e delle reti in nazionale ― Norvegia | Cronologia completa delle presenze e delle reti in nazionale ― Norvegia | Cronologia completa delle presenze e delle reti in nazionale ― Norvegia | Cronologia completa delle presenze e delle reti in nazionale ― Norvegia | Cronologia completa delle presenze e delle reti in nazionale ― Norvegia | Cronologia completa delle presenze e delle reti in nazionale ― Norvegia | Cronologia completa delle presenze e delle reti in nazionale ― Norvegia |
| Data                                                                    | Città                                                                   | In casa                                                                 | Risultato                                                               | Ospiti                                                                  | Competizione                                                            | Reti                                                                    | Note                                                                    |
| ----------------------------------------------------------------------- | ----------------------------------------------------------------------- | ----------------------------------------------------------------------- | ----------------------------------------------------------------------- | ----------------------------------------------------------------------- | ----------------------------------------------------------------------- | ----------------------------------------------------------------------- | ----------------------------------------------------------------------- |
| 13-5-1992                                                               | Oslo                                                                    | Norvegia                                                                | 2 – 0                                                                   | Fær Øer                                                                 | Amichevole                                                              | -                                                                       |                                                                         |
| 3-6-1992                                                                | Oslo                                                                    | Norvegia                                                                | 0 – 0                                                                   | Scozia                                                                  | Amichevole                                                              | -                                                                       |                                                                         |
| 26-8-1992                                                               | Oslo                                                                    | Norvegia                                                                | 2 – 2                                                                   | Svezia                                                                  | Amichevole                                                              | -                                                                       |                                                                         |
| 14-10-1992                                                              | Londra                                                                  | Inghilterra                                                             | 1 – 1                                                                   | Norvegia                                                                | Qual. Mondiali 1994                                                     | -                                                                       |                                                                         |
| 2-12-1992                                                               | Canton                                                                  | Cina                                                                    | 2 – 1                                                                   | Norvegia                                                                | Amichevole                                                              | -                                                                       |                                                                         |
| 30-3-1993                                                               | Doha                                                                    | Qatar                                                                   | 1 – 6                                                                   | Norvegia                                                                | Amichevole                                                              | -                                                                       |                                                                         |
| 8-9-1993                                                                | Oslo                                                                    | Norvegia                                                                | 1 – 0                                                                   | Stati Uniti                                                             | Amichevole                                                              | -                                                                       |                                                                         |
| 22-9-1993                                                               | Oslo                                                                    | Norvegia                                                                | 1 – 0                                                                   | Polonia                                                                 | Qual. Mondiali 1994                                                     | -                                                                       |                                                                         |
| 13-10-1993                                                              | Poznań                                                                  | Polonia                                                                 | 0 – 3                                                                   | Norvegia                                                                | Qual. Mondiali 1994                                                     | -                                                                       |                                                                         |
| 10-11-1993                                                              | Istanbul                                                                | Turchia                                                                 | 2 – 1                                                                   | Norvegia                                                                | Qual. Mondiali 1994                                                     | -                                                                       |                                                                         |
| 15-1-1994                                                               | San Francisco                                                           | Stati Uniti                                                             | 2 – 1                                                                   | Norvegia                                                                | Amichevole                                                              | -                                                                       |                                                                         |
| 9-3-1994                                                                | Cardiff                                                                 | Galles                                                                  | 1 – 3                                                                   | Norvegia                                                                | Amichevole                                                              | -                                                                       |                                                                         |
| 20-4-1994                                                               | Oslo                                                                    | Norvegia                                                                | 0 – 0                                                                   | Portogallo                                                              | Amichevole                                                              | -                                                                       |                                                                         |
| 22-5-1994                                                               | Londra                                                                  | Inghilterra                                                             | 0 – 0                                                                   | Norvegia                                                                | Amichevole                                                              | -                                                                       |                                                                         |
| 1-6-1994                                                                | Oslo                                                                    | Norvegia                                                                | 2 – 1                                                                   | Danimarca                                                               | Amichevole                                                              | 1                                                                       |                                                                         |
| 5-6-1994                                                                | Stoccolma                                                               | Svezia                                                                  | 2 – 0                                                                   | Norvegia                                                                | Amichevole                                                              | -                                                                       |                                                                         |
| 19-6-1994                                                               | Washington                                                              | Norvegia                                                                | 1 – 0                                                                   | Messico                                                                 | Mondiali 1994 - 1º turno                                                | -                                                                       |                                                                         |
| 23-6-1994                                                               | New York                                                                | Italia                                                                  | 1 – 0                                                                   | Norvegia                                                                | Mondiali 1994 - 1º turno                                                | -                                                                       |                                                                         |
| 28-6-1994                                                               | New York                                                                | Norvegia                                                                | 0 – 0                                                                   | Irlanda                                                                 | Mondiali 1994 - 1º turno                                                | -                                                                       |                                                                         |
| 7-9-1994                                                                | Oslo                                                                    | Norvegia                                                                | 1 – 0                                                                   | Bielorussia                                                             | Qual. Euro 1996                                                         | -                                                                       |                                                                         |
| 12-10-1994                                                              | Oslo                                                                    | Norvegia                                                                | 1 – 1                                                                   | Paesi Bassi                                                             | Qual. Euro 1996                                                         | -                                                                       |                                                                         |
| 16-11-1994                                                              | Minsk                                                                   | Bielorussia                                                             | 0 – 4                                                                   | Norvegia                                                                | Qual. Euro 1996                                                         | 1                                                                       |                                                                         |
| 14-12-1994                                                              | Ta' Qali                                                                | Malta                                                                   | 0 – 1                                                                   | Norvegia                                                                | Qual. Euro 1996                                                         | -                                                                       |                                                                         |
| 8-2-1995                                                                | Nicosia                                                                 | Cipro                                                                   | 0 – 2                                                                   | Norvegia                                                                | Amichevole                                                              | -                                                                       |                                                                         |
| 29-3-1995                                                               | Lussemburgo                                                             | Lussemburgo                                                             | 0 – 2                                                                   | Norvegia                                                                | Qual. Euro 1996                                                         | -                                                                       |                                                                         |
| 26-4-1995                                                               | Oslo                                                                    | Norvegia                                                                | 5 – 0                                                                   | Lussemburgo                                                             | Qual. Euro 1996                                                         | -                                                                       |                                                                         |
| 25-5-1995                                                               | Oslo                                                                    | Norvegia                                                                | 3 – 2                                                                   | Ghana                                                                   | Amichevole                                                              | -                                                                       |                                                                         |
| 7-6-1995                                                                | Oslo                                                                    | Norvegia                                                                | 2 – 0                                                                   | Malta                                                                   | Qual. Euro 1996                                                         | -                                                                       |                                                                         |
| 22-7-1995                                                               | Oslo                                                                    | Norvegia                                                                | 0 – 0                                                                   | Francia                                                                 | Amichevole                                                              | -                                                                       |                                                                         |
| 16-8-1995                                                               | Oslo                                                                    | Norvegia                                                                | 1 – 1                                                                   | Cecoslovacchia                                                          | Qual. Euro 1996                                                         | 1                                                                       |                                                                         |
| 6-9-1995                                                                | Praga                                                                   | Cecoslovacchia                                                          | 2 – 0                                                                   | Norvegia                                                                | Qual. Euro 1996                                                         | -                                                                       |                                                                         |
| 11-10-1995                                                              | Oslo                                                                    | Norvegia                                                                | 0 – 0                                                                   | Inghilterra                                                             | Amichevole                                                              | -                                                                       |                                                                         |
| 15-11-1995                                                              | Rotterdam                                                               | Paesi Bassi                                                             | 3 – 0                                                                   | Norvegia                                                                | Qual. Euro 1996                                                         | -                                                                       |                                                                         |
| 7-2-1996                                                                | Las Palmas                                                              | Spagna                                                                  | 1 – 0                                                                   | Norvegia                                                                | Amichevole                                                              | -                                                                       |                                                                         |
| 27-3-1996                                                               | Dublino                                                                 | Irlanda                                                                 | 1 – 0                                                                   | Norvegia                                                                | Amichevole                                                              | -                                                                       |                                                                         |
| 24-4-1996                                                               | Oslo                                                                    | Norvegia                                                                | 0 – 0                                                                   | Grecia                                                                  | Amichevole                                                              | -                                                                       |                                                                         |
| 2-6-1996                                                                | Oslo                                                                    | Norvegia                                                                | 5 – 0                                                                   | Azerbaigian                                                             | Qual. Mondiali 1998                                                     | -                                                                       |                                                                         |
| 1-9-1996                                                                | Oslo                                                                    | Norvegia                                                                | 1 – 0                                                                   | Georgia                                                                 | Amichevole                                                              | -                                                                       |                                                                         |
| 9-10-1996                                                               | Oslo                                                                    | Norvegia                                                                | 3 – 0                                                                   | Ungheria                                                                | Qual. Mondiali 1998                                                     | -                                                                       |                                                                         |
| 10-11-1996                                                              | Basilea                                                                 | Svizzera                                                                | 0 – 1                                                                   | Norvegia                                                                | Qual. Mondiali 1998                                                     | -                                                                       | cap.                                                                    |
| 29-3-1997                                                               | Dubai                                                                   | Emirati Arabi Uniti                                                     | 1 – 4                                                                   | Norvegia                                                                | Amichevole                                                              | -                                                                       |                                                                         |
| 30-4-1997                                                               | Oslo                                                                    | Norvegia                                                                | 1 – 1                                                                   | Finlandia                                                               | Qual. Mondiali 1998                                                     | -                                                                       |                                                                         |
| 30-5-1997                                                               | Oslo                                                                    | Norvegia                                                                | 4 – 2                                                                   | Brasile                                                                 | Amichevole                                                              | -                                                                       |                                                                         |
| 8-6-1997                                                                | Budapest                                                                | Ungheria                                                                | 1 – 1                                                                   | Norvegia                                                                | Qual. Mondiali 1998                                                     | -                                                                       |                                                                         |
| 20-8-1997                                                               | Helsinki                                                                | Finlandia                                                               | 0 – 4                                                                   | Norvegia                                                                | Qual. Mondiali 1998                                                     | -                                                                       |                                                                         |
| 6-9-1997                                                                | Baku                                                                    | Azerbaigian                                                             | 0 – 1                                                                   | Norvegia                                                                | Qual. Mondiali 1998                                                     | -                                                                       |                                                                         |
| 10-9-1997                                                               | Oslo                                                                    | Norvegia                                                                | 5 – 0                                                                   | Svizzera                                                                | Qual. Mondiali 1998                                                     | -                                                                       |                                                                         |
| 25-2-1998                                                               | Marsiglia                                                               | Francia                                                                 | 3 – 3                                                                   | Norvegia                                                                | Amichevole                                                              | -                                                                       |                                                                         |
| 25-3-1998                                                               | Bruxelles                                                               | Belgio                                                                  | 2 – 2                                                                   | Norvegia                                                                | Amichevole                                                              | -                                                                       | cap.                                                                    |
| 22-4-1998                                                               | Copenaghen                                                              | Danimarca                                                               | 0 – 2                                                                   | Norvegia                                                                | Amichevole                                                              | -                                                                       |                                                                         |
| 20-5-1998                                                               | Oslo                                                                    | Norvegia                                                                | 5 – 2                                                                   | Messico                                                                 | Amichevole                                                              | 1                                                                       |                                                                         |
| 27-5-1998                                                               | Molde                                                                   | Norvegia                                                                | 6 – 0                                                                   | Arabia Saudita                                                          | Amichevole                                                              | -                                                                       |                                                                         |
| 10-6-1998                                                               | Montpellier                                                             | Marocco                                                                 | 2 – 2                                                                   | Norvegia                                                                | Mondiali 1998 - 1º turno                                                | -                                                                       |                                                                         |
| 16-6-1998                                                               | Bordeaux                                                                | Scozia                                                                  | 1 – 1                                                                   | Norvegia                                                                | Mondiali 1998 - 1º turno                                                | -                                                                       |                                                                         |
| 23-6-1998                                                               | Marsiglia                                                               | Brasile                                                                 | 1 – 2                                                                   | Norvegia                                                                | Mondiali 1998 - 1º turno                                                | -                                                                       |                                                                         |
| 27-6-1998                                                               | Marsiglia                                                               | Italia                                                                  | 1 – 0                                                                   | Norvegia                                                                | Mondiali 1998 - Ottavi di finale                                        | -                                                                       |                                                                         |
| 6-9-1998                                                                | Oslo                                                                    | Norvegia                                                                | 1 – 3                                                                   | Lettonia                                                                | Qual. Euro 2000                                                         | -                                                                       |                                                                         |
| 10-10-1998                                                              | Lubiana                                                                 | Slovenia                                                                | 1 – 2                                                                   | Norvegia                                                                | Qual. Euro 2000                                                         | -                                                                       |                                                                         |
| 14-10-1998                                                              | Oslo                                                                    | Norvegia                                                                | 2 – 2                                                                   | Albania                                                                 | Qual. Euro 2000                                                         | 1                                                                       |                                                                         |
| 18-11-1998                                                              | Il Cairo                                                                | Egitto                                                                  | 1 – 1                                                                   | Norvegia                                                                | Amichevole                                                              | -                                                                       |                                                                         |
| 27-3-1999                                                               | Atene                                                                   | Grecia                                                                  | 0 – 2                                                                   | Norvegia                                                                | Qual. Euro 2000                                                         | -                                                                       | cap.                                                                    |
| 18-8-1999                                                               | Oslo                                                                    | Norvegia                                                                | 1 – 0                                                                   | Lituania                                                                | Amichevole                                                              | -                                                                       | cap.                                                                    |
| 4-9-1999                                                                | Oslo                                                                    | Norvegia                                                                | 1 – 0                                                                   | Grecia                                                                  | Qual. Euro 2000                                                         | -                                                                       | cap.                                                                    |
| 8-9-1999                                                                | Oslo                                                                    | Norvegia                                                                | 4 – 0                                                                   | Slovenia                                                                | Qual. Euro 2000                                                         | -                                                                       | cap.                                                                    |
| 9-10-1999                                                               | Riga                                                                    | Lettonia                                                                | 1 – 2                                                                   | Norvegia                                                                | Qual. Euro 2000                                                         | -                                                                       | cap.                                                                    |
| 31-1-2000                                                               | Reykjavík                                                               | Islanda                                                                 | 0 – 0                                                                   | Norvegia                                                                | Amichevole                                                              | -                                                                       | cap.                                                                    |
| 2-2-2000                                                                | Copenaghen                                                              | Danimarca                                                               | 2 – 4                                                                   | Norvegia                                                                | Amichevole                                                              | 2                                                                       | cap.                                                                    |
| 23-2-2000                                                               | Istanbul                                                                | Turchia                                                                 | 0 – 2                                                                   | Norvegia                                                                | Amichevole                                                              | -                                                                       | cap.                                                                    |
| 29-3-2000                                                               | Lugano                                                                  | Svizzera                                                                | 2 – 2                                                                   | Norvegia                                                                | Amichevole                                                              | -                                                                       | cap.                                                                    |
| 26-4-2000                                                               | Bruxelles                                                               | Belgio                                                                  | 2 – 0                                                                   | Norvegia                                                                | Amichevole                                                              | -                                                                       |                                                                         |
| 27-5-2000                                                               | Bratislava                                                              | Slovacchia                                                              | 0 – 2                                                                   | Norvegia                                                                | Amichevole                                                              | -                                                                       | cap.                                                                    |
| 13-6-2000                                                               | Rotterdam                                                               | Norvegia                                                                | 1 – 0                                                                   | Spagna                                                                  | Euro 2000 - 1º turno                                                    | -                                                                       | cap.                                                                    |
| 16-8-2000                                                               | Helsinki                                                                | Finlandia                                                               | 3 – 1                                                                   | Norvegia                                                                | Amichevole                                                              | -                                                                       | cap.                                                                    |
| 2-9-2000                                                                | Oslo                                                                    | Norvegia                                                                | 0 – 0                                                                   | Armenia                                                                 | Qual. Mondiali 2002                                                     | -                                                                       | cap.                                                                    |
| 7-10-2000                                                               | Cardiff                                                                 | Galles                                                                  | 1 – 1                                                                   | Norvegia                                                                | Qual. Mondiali 2002                                                     | -                                                                       | cap.                                                                    |
| 11-10-2000                                                              | Oslo                                                                    | Norvegia                                                                | 0 – 1                                                                   | Ucraina                                                                 | Qual. Mondiali 2002                                                     | -                                                                       | cap.                                                                    |
| 28-2-2001                                                               | Belfast                                                                 | Irlanda del Nord                                                        | 0 – 4                                                                   | Norvegia                                                                | Amichevole                                                              | -                                                                       | cap.                                                                    |
| 24-3-2001                                                               | Oslo                                                                    | Norvegia                                                                | 2 – 3                                                                   | Polonia                                                                 | Qual. Mondiali 2002                                                     | -                                                                       | cap.                                                                    |
| 28-3-2001                                                               | Minsk                                                                   | Bielorussia                                                             | 2 – 1                                                                   | Norvegia                                                                | Qual. Mondiali 2002                                                     | -                                                                       | cap.                                                                    |
| 2-6-2001                                                                | Kiev                                                                    | Ucraina                                                                 | 0 – 0                                                                   | Norvegia                                                                | Qual. Mondiali 2002                                                     | -                                                                       | cap.                                                                    |
| 6-6-2001                                                                | Oslo                                                                    | Norvegia                                                                | 1 – 1                                                                   | Bielorussia                                                             | Qual. Mondiali 2002                                                     | -                                                                       | cap.                                                                    |
| 15-8-2001                                                               | Oslo                                                                    | Norvegia                                                                | 1 – 1                                                                   | Turchia                                                                 | Amichevole                                                              | -                                                                       | cap.                                                                    |
| 1-9-2001                                                                | Cracovia                                                                | Polonia                                                                 | 3 – 0                                                                   | Norvegia                                                                | Qual. Mondiali 2002                                                     | -                                                                       | cap.                                                                    |
| 5-9-2001                                                                | Oslo                                                                    | Norvegia                                                                | 3 – 2                                                                   | Galles                                                                  | Qual. Mondiali 2002                                                     | -                                                                       | cap.                                                                    |
| 13-2-2002                                                               | Bruxelles                                                               | Belgio                                                                  | 1 – 0                                                                   | Norvegia                                                                | Amichevole                                                              | -                                                                       | cap.                                                                    |
| 27-3-2002                                                               | Tunisi                                                                  | Tunisia                                                                 | 0 – 0                                                                   | Norvegia                                                                | Amichevole                                                              | -                                                                       | cap.                                                                    |
| 17-4-2002                                                               | Oslo                                                                    | Norvegia                                                                | 0 – 0                                                                   | Svezia                                                                  | Amichevole                                                              | -                                                                       | cap.                                                                    |
| 14-5-2002                                                               | Oslo                                                                    | Norvegia                                                                | 3 – 0                                                                   | Giappone                                                                | Amichevole                                                              | 1                                                                       | cap.                                                                    |
| 22-5-2002                                                               | Oslo                                                                    | Norvegia                                                                | 1 – 1                                                                   | Brasile                                                                 | Amichevole                                                              | -                                                                       | cap.                                                                    |
| 21-8-2002                                                               | Oslo                                                                    | Norvegia                                                                | 0 – 1                                                                   | Paesi Bassi                                                             | Amichevole                                                              | -                                                                       | cap.                                                                    |
| 7-9-2002                                                                | Oslo                                                                    | Norvegia                                                                | 2 – 2                                                                   | Danimarca                                                               | Qual. Euro 2004                                                         | -                                                                       | cap.                                                                    |
| 12-10-2002                                                              | Bucarest                                                                | Romania                                                                 | 0 – 1                                                                   | Norvegia                                                                | Qual. Euro 2004                                                         | -                                                                       | cap.                                                                    |
| 16-10-2002                                                              | Oslo                                                                    | Norvegia                                                                | 2 – 0                                                                   | Bosnia ed Erzegovina                                                    | Qual. Euro 2004                                                         | -                                                                       | cap.                                                                    |
| 2-4-2003                                                                | Lussemburgo                                                             | Lussemburgo                                                             | 0 – 2                                                                   | Norvegia                                                                | Qual. Euro 2004                                                         | -                                                                       | cap.                                                                    |
| 11-6-2003                                                               | Oslo                                                                    | Norvegia                                                                | 1 – 1                                                                   | Romania                                                                 | Qual. Euro 2004                                                         | -                                                                       | cap.                                                                    |
| 20-8-2003                                                               | Oslo                                                                    | Norvegia                                                                | 0 – 0                                                                   | Scozia                                                                  | Amichevole                                                              | -                                                                       | cap.                                                                    |
| 6-9-2003                                                                | Zenica                                                                  | Bosnia ed Erzegovina                                                    | 1 – 0                                                                   | Norvegia                                                                | Qual. Euro 2004                                                         | -                                                                       | cap.                                                                    |
| 11-10-2003                                                              | Oslo                                                                    | Norvegia                                                                | 1 – 0                                                                   | Lussemburgo                                                             | Qual. Euro 2004                                                         | -                                                                       | cap.                                                                    |
| 15-11-2003                                                              | Valencia                                                                | Spagna                                                                  | 2 – 1                                                                   | Norvegia                                                                | Qual. Euro 2004                                                         | -                                                                       | cap.                                                                    |
| 27-5-2004                                                               | Oslo                                                                    | Norvegia                                                                | 0 – 0                                                                   | Galles                                                                  | Amichevole                                                              | -                                                                       | cap.                                                                    |
| Totale                                                                  |                                                                         | Presenze (3º posto)                                                     | 100                                                                     |                                                                         | Reti                                                                    | 9                                                                       |                                                                         |

## Palmarès

### Giocatore

#### Club

##### Competizioni nazionali
- Campionato inglese: 3

Blackburn: 1994-1995
Manchester United: 1998-1999, 1999-2000
- Charity Shield: 1

Manchester United: 1997
- Coppa d'Inghilterra: 1

Manchester United: 1998-1999
- Coppa di Lega inglese: 1

Blackburn: 2001-2002

##### Competizioni internazionali
- UEFA Champions League: 1

Manchester United: 1998-1999
- Coppa Intercontinentale: 1

Manchester United: 1999

#### Individuale
- Gullklokka

1995
- Kniksen dell'anno: 1

1999

### Allenatore
- Campionato cipriota: 1

Omonia: 2020-2021
- Supercoppa di Cipro: 1

Omonia: 2021
- Coppa di Cipro: 1

AEK Larnaca: 2024-2025